# Norman Atlantic
Il Norman Atlantic (già Akeman Street e poi Scintu) è stato un traghetto della società Visemar di Navigazione, noleggiato dalla compagnia di navigazione greca Anek Lines per collegamenti Italia-Grecia e viceversa. Il 28 dicembre 2014 mentre si trovava nel canale d'Otranto ha subito un incendio, che ha provocato 9 morti, 60 feriti e 19 dispersi.

## Servizio
Costruito nel 2009 presso i cantieri Visentini di Porto Viro per la stessa società marittima e battezzato con il nome di Akeman Street, il traghetto fu inizialmente noleggiato dalla compagnia di navigazione T-Link lines per la gestione della rotta Genova Voltri – Termini Imerese nell'ambito del progetto denominato "autostrade del mare".
Nel 2011 la compagnia noleggiatrice venne liquidata e la nave passò di mano alla Regione Sardegna tramite la controllata società marittima Saremar; il traghetto, rinominato Scintu (in onore dell'eroe Raimondo Scintu), venne impiegato dal 15 giugno 2011 al 15 settembre 2011 sulla tratta tra Golfo Aranci e Civitavecchia, e dal 16 gennaio 2012 su quella Olbia-Civitavecchia insieme al gemello Dimonios, dal nome dato ai soldati della Brigata meccanizzata "Sassari".
Dal settembre 2012 la nave è rimasta in disarmo nel porto di Oristano. Scaduto il noleggio con la Saremar per le corse da e per Civitavecchia, gli armatori Visentini hanno firmato il contratto con la Grandi Navi Veloci per la rotta Genova-Palermo in sostituzione dello Splendid, ferma per manutenzione nei cantieri San Giorgio di Genova e lo Scintu ha ripreso il mare senza le insegne dei "quattro mori", sostituite dal logo GNV. Dal marzo 2013 la nave è stata noleggiata alla Moby; dall'estate 2013 la nave effettuò la rotta Livorno - Olbia in servizio merci e passeggeri.
Il traghetto appartiene alla categoria Ro-pax di ultima generazione, ha una capacità merci di oltre 2.000 metri lineari di carico, può ospitare 850 passeggeri e ha una velocità di crociera di oltre 23 nodi il che lo rende ideale per il servizio "autostrade del mare".
Dal gennaio 2014 il traghetto ha cambiato nome in Norman Atlantic: da settembre a novembre dello stesso anno presta servizio per Caronte & Tourist sulla rotta Messina-Salerno, per poi effettuare da dicembre servizio sulla tratta Ancona-Igoumenitsa-Patrasso per conto della compagnia greca Anek Lines (il contratto sarebbe scaduto il 17 o il 22 gennaio 2015), in sostituzione della Hellenic Spirit, fuori servizio per regolare manutenzione annuale alla carena e ai motori.

### L'incendio
Il 28 dicembre 2014, mentre si trovava nel Canale d'Otranto durante la traversata tra Igoumenitsa e Ancona, sulla nave è scoppiato un grave incendio. A bordo si trovavano 443 passeggeri, 56 membri dell'equipaggio e almeno sei clandestini; undici persone hanno perso la vita (di cui nove, decedute in mare per annegamento o ipotermia, sono state recuperate dal mare durante i soccorsi, mentre due corpi carbonizzati sono stati trovati a bordo della nave il 2 e il 13 febbraio), mentre 16 passeggeri e tre clandestini risultano dispersi (tra di essi anche dei corpi non ancora identificati).
Il 7 febbraio i resti di una donna, presumibilmente vittima del disastro, sono stati trovati sulla costa di Corfù mentre il 1º marzo la salma di un uomo, anch'esso probabilmente vittima del Norman Atlantic, è stata rinvenuta sulla spiaggia di Ostuni; un terzo cadavere è stato trovato il 1º aprile presso Castro. 477 persone sono state tratte in salvo tra il 28 e il 29 dicembre, delle quali circa un centinaio recuperate dalle numerose navi accorse da lance e zattere messe a mare e le rimanenti tratte in salvo da elicotteri inviati sul posto.
Nel tentativo di trainare a rimorchio il relitto, il 30 dicembre, due marinai del rimorchiatore albanese Iliria hanno perso la vita a causa della rottura di un cavo. Il relitto del Norman Atlantic è stato rimorchiato a Brindisi, dove è giunto il 2 gennaio 2015. Tra il 14 e il 15 febbraio viene spostata al porto di Bari, presso la banchina 12, a due passi dal molo crociere, dove nel dicembre successivo iniziano i lavori di alleggerimento del relitto. Il 4 giugno 2018, terminate le indagini sull'incendio, viene dato il via libera allo spostamento del relitto presso la banchina 30 per evitare danni d'immagine alla città di Bari, dato che il relitto era molto vicino al terminal crociere.
Iniziano quindi le verifiche di idoneità alla navigazione del relitto e la rimozione dei liquidi inquinanti, al termine dei quali, il 12 luglio 2019, il relitto parte definitivamente per Aliağa, trainato dal rimorchiatore Ionion Pelagos, per la demolizione. A fine agosto 2019 la demolizione risultava in corso.

## Navi gemelle
Segue l'elenco delle navi con il loro nome attuale. Le navi, anche se gemelle, si differenziano per alcuni particolari. Per questo, è evidenziato accanto al nome la classe di progetto.
- Hedy Lammar (IMO 9498743)[16]
- Cartour Delta (IMO 9539042)
- Epsilon (IMO 9539054)
- Stena Livia (IMO 9420423)
- GNV Sealand (IMO 9435454)
- Stena Flavia (IMO 9417919)[17]
- Ciudad de Palma (IMO 9349772)[18]
- Connemara (IMO 9349760)[19]
- Stena Horizon (IMO 9332559)[20]
- Corfu (IMO 9349758)
- Stena Scandica (IMO 9329849)[21]
- Stena Baltica (IMO 9329851)